# Ina-Miriam Rosenbaum
Ina-Miriam Rosenbaum (* 11. Juni 1959 in Kopenhagen) ist eine dänische Schauspielerin und Theaterregisseurin.

## Leben und Karriere
Ina-Miriam Rosenbaum wuchs in Kopenhagen auf. Sie ist die Tochter des Schauspieler-Ehepaares Simon Rosenbaum und Herdis Rosenbaum. Ihre Schwester Pia Rosenbaum ist ebenfalls als Schauspielerin tätig.
Im Jahr 1979 nahm Rosenbaum als Kandidatin beim Dansk Melodi Grand Prix, dem dänischen Vorentscheid zum Eurovision Song Contest, mit dem Song Smil over Strøget teil. Der Song wurde von ihrem Vater komponiert. Als Sieger ging Tommy Seebach mit dem Song Disco Tango hervor. 
Von 1979 bis 1982 absolvierte sie an der Staatlichen Theaterschule in Kopenhagen ihre Schauspielausbildung. Ihr Bühnendebüt hatte sie im Jahr 1983 am Folketeatret. Sie stand in zahlreichen Theatern auf der Bühne, so auch am Odense Teater, am Aarhus Teater oder am Königlichen Theater Kopenhagen. Seit 1985 stand Rosenbaum bislang in mehr als 30 Film-und-Fernsehproduktionen vor der Kamera. Seit den 1990er-Jahren ist sie vorwiegend als Theaterregisseurin tätig, so auch am Gronnegards-Theater oder am Regionaltheater in Kolding. Im Jahr 2023 war Rosenbaum in der Fernsehserie Agent in einer Hauptrolle zu sehen.
Rosenbaum ist ledig, kinderlos und lebt in Kopenhagen.